# Campeonato Piauiense de Futebol de 1980
O Campeonato Piauiense de Futebol de 1980 foi o 40º campeonato de futebol do Piauí. A competição foi organizada pela Federação Piauiense de Desportos e o campeão foi o Ríver.

## Premiação
| Campeonato Piauiense de Futebol de 1980 |
| --------------------------------------- |
| RÍVER Campeão (19º título)              |